# 송기홍 (체육인)
송기홍(宋基洪, 1970년 1월 20일 ~ )은 대한민국의 보디빌더, 스키 선수, 오리엔티어링 선수이다. 본관은 여산(礪山)이다.
서울특별시 보디빌딩 협회, 대한육상경기연맹, 서울특별시 스키 협회에 소속되어 있다.